# Nicola D'Antino
Nicola D'Antino (Caramanico Terme, 31 ottobre 1880 – Roma, 3 novembre 1966) è stato uno scultore italiano.

## Biografia
Allievo ed amico di Francesco Paolo Michetti, nel cenacolo del Convento di Francavilla al Mare, che dal suo maestro prese il nome,  incontrò Francesco Paolo Tosti e Basilio Cascella. Il suo stile oscilla tra il veristico ed il liberty, modificato durante il periodo dell'arte di regime. 

Trilussa in compagnia dello scultore Nicola D'Antino e del pittore Francesco Paolo Michetti a Francavilla

Studente presso l'Accademia di belle arti di Roma, espose in Italia e in Inghilterra studiando il ruolo architettonico ed urbanistico della scultura. Si forma artisticamente tra Roma e Napoli ma opera principalmente in Abruzzo, specialmente nel capoluogo dove realizza la celebre Fontana luminosa nel 1934. Venne insignito del titolo di Grande Ufficiale della Corona d'Italia ed ebbe tra i suoi estimatori il conterraneo Gabriele D'Annunzio e Francesco Paolo Michetti, cui nel 1938 dedicò un monumento presso il Conventino di Francavilla al Mare.
Negli ultimi anni si dedicò alla scultura di piccole opere domestiche, tra le ultime opere il monumento a Raffaele Paolucci a Orsogna.

## Opere principali
Tra le opere più conosciute si ricordano la statua della Fontana luminosa all'Aquila e della Vergine Assunta venerata in Caramanico Terme (collegiata di Santa Maria Assunta). Celebri sono anche le statue dello sciatore e del timoniere nello Stadio dei Marmi di Roma; sua è inoltre la statua in bronzo raffigurante Francesco Paolo Michetti, eretta nel 1938 davanti al convento di Santa Maria del Gesù di Francavilla al Mare.

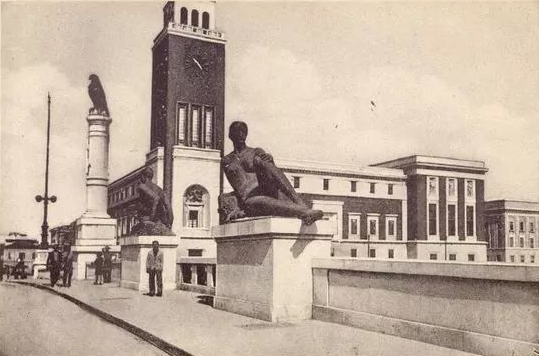
Foto storica del ponte Littorio a Pescara, con le statue muliebri di D'Antino

Malgrado D'Antino oggi sia noto per le sculture littorie, commissionate durante il periodo fascista, negli anni 20 si cimentò anche in piccole sculture private in cui analizzò l'anatomia dei corpi. Quanto ai monumenti abruzzesi, il Monumento ai caduti a L'Aquila dimostra ancora uno stile classico ottocentesco nella resa della Vittoria alata di bronzo che porge la corona; classicheggianti sono anche le quattro aquile littorie agli angoli del basamento, che però hanno l'originalità di avere le ali a mo' di fascio.
Decisamente innovative sono le statue bronzee delle donne abruzzesi della Fontana luminosa, coeve alle figure muliebri sdraiate dell'ex ponte Littorio di Pescara (opera del 1935, distrutto poi nel 1944 dai tedeschi), e le due fontane a capopiazza di Piazza Duomo a L'Aquila. Le figure risentono di un classicismo malgrado i basamenti più razionaliatici, l'anatomia è molto ben studiata, c'è un modello convenzionale per il volto, figura inespressiva e ieratica con occhi leggermente schiacciati, che quasi conferiscono alle statue un aspetto orientaleggiante. La critica ha riconosciuto nelle due donne della Fontana luminosa il capolavoro di D'Antino, con le due donne nude abruzzesi che sorreggono schiena a schiena la tipica conca simbolo della regione. 
Le ultime opere, come il monumento a Michetti (messo il 24 settembre 1950 nella Casa Michetti) e quello a Paolucci, risentono di un ritorno stanco, senza particolari sprazzi di innovazione, alla scultura classica ottocentesca. Generalmente l'ultima opera, il monumento a Raffaele Paolucci a Orsogna (Ch) è considerata come un'opera minore.

### Lista

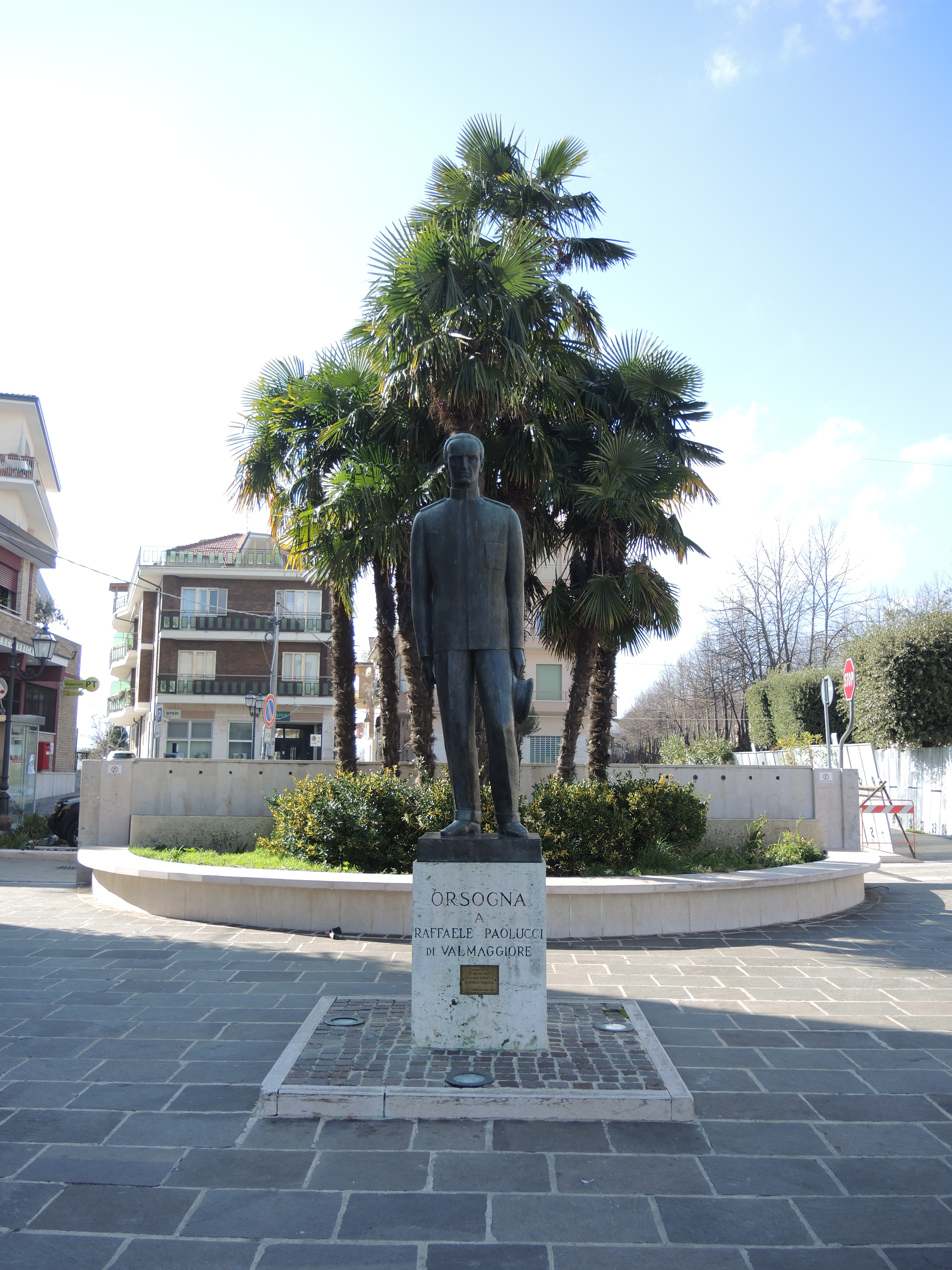
Statua a Raffaele Paolucci, Orsogna

- Monumento ai caduti, 1926, L'Aquila - Villa comunale, inaugurata nel 1928
- Monumento della "Montanina" o della fanciulla abruzzese, Piazza IX martiri (allora piazza XVIII Ottobre), 1929, L'Aquila
- Fontane gemelle di Piazza del Duomo, 1929, L'Aquila
- Fontana luminosa, 1934, L'Aquila
- alcune statue dello stadio dei Marmi, 1931, Roma
- busto di Gabriele D'Annunzio, 1933, Pescara (Piazza Italia)
- Statue dei nudi di donna del Ponte Littorio (1934), Pescara, distrutto nel 1944, le statue sono state razziate dai tedeschi - oggi vi si trova il Ponte Risorgimento, con le sculture di Andrea Cascella
- statua di Francesco Paolo Michetti, 1938, Francavilla al Mare, davanti al convento di Sant'Antonio
- Statua della Madonna Grande, Collegiata di Santa Maria Assunta[2], Caramanico Terme, 1952, copia dell'originale del XV secolo, trafugata nel 1950
- Monumento ai caduti (figura di soldato morto), Caramanico Terme, innaugurata nel 1961
- Monumento a Raffaele Paolucci, piazza Mazzini, Orsogna (1962 ca.)